# Otto Wiener

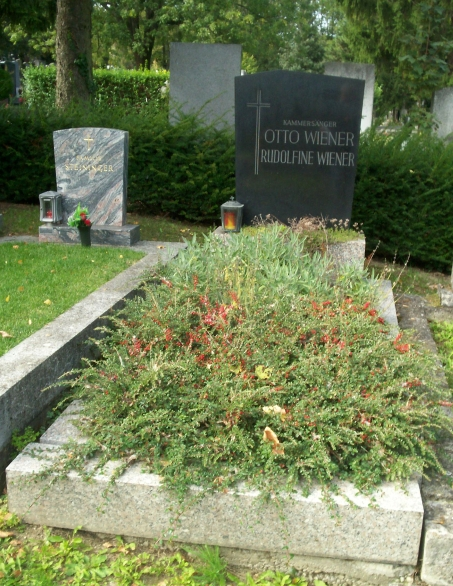
Túmulo de Otto Wiener

Otto Wiener (13 de Fevereiro de 1913 - 5 de Agosto de 2000) foi um barítono austríaco, notável pelas suas performances nas óperas de Richard Wagner.
Otto Wiener nasceu em Viena e desde cedo foi membro do Coral Meninos de Viena. Fez sua estréia como cantor profissional em 1953 em Graz, no papel título de Simon Boccanegra. Ele, subconsequentemente cantou com as companias de óperas de Düsseldorf, Frankfurt e Berlim e se tornou membro da Ópera Estatal de Viena em 1957 e da Ópera Estatal Bávara em 1960. Ele apareceu pela primeira vez no Festival de Salzburgo em 1955 e cantou lá a estréia de Le Mystère de la Nativité de Frank Martin. Em 1957 ele fez sua primeira aparição no Festival de Bayreuth, cantou no festival até 1963. Em 1962 ele interpretou Sachs (Die Meistersinger von Nümberg) no Royal Opera House, Covent Garden e no Metropolitan Opera. Em 1964 ele apareceu no Festival de Ópera Glyndebourne em Capriccio.
Wiener se aposentou em 1976 e morreu em Viena